# Interton VC 4000
Interton VC 4000 — 8-битная игровая приставка второго поколения, выпущенная немецкой компанией Interton в 1978 году по цене около 300 DM. Является единственной консолью, разработанной и выпущенной полностью в Германии.

## История
VC 4000 была разработана ещё в 1974 году, однако выпущена лишь 4 годами позже. До неё Interton в середине 1970-х выпустил несколько лицензионных Понг-приставок, вроде Atari Pong — например, Interton 3001. За пределами Германии популярности не имела. Выпуск приставки остановился в 1983 году.
Приставка использовала 8-битный Signetics 2650A в качестве основного процессора и дополнительный процессор (Video controller) Signetics 2636. В качестве устройства ввода использовались два несъёмных контроллера с 14 кнопками и аналоговым джойстиком. На самой приставке располагались ещё 4 кнопки — кнопка включения/выключения, кнопка reset (сброс), а также кнопки select (выбор) и start (старт). Игры выходили на картриджах.
Другими компаниями было выпущено несколько клонов приставки: так, например, компания Grundig создала полностью совместимую с VC 4000 приставку Grundig Superplay Computer 4000. Среди других клонов — Haminex HMG 7900, Radofin 1292, Audiosonic 1292.
За недолгое время существования VC 4000 к ней было выпущено 37 из 40 запланированных игр. Названия игр всегда начинались с «Cassette» и номера, например, «Cassette 17 — Circus». Невыпущенными остались картриджи 34, 35 и 39. Все они были разработаны и изданы самой Interton.
Существует несколько эмуляторов, позволяющих запускать игры VC 4000 на современных компьютерах — Emulator2001 (Windows), WinArcadia (Windows), 2001 (DOS), AmiArcadia (версии для AmigaOS и MorphOS) и мультиэмулятор MAME (GNU/Linux, Mac OS X, DOS, Windows, RISC OS, Solaris и другие).

## Перечень игр
- Cassette 1 — Car Races
- Cassette 2 — Blackjack
- Cassette 3 — Paddle Games
- Cassette 4 — Tank Battle
- Cassette 5 — Mathematics I
- Cassette 6 — Mathematics II
- Cassette 7 — Air/Sea Battle
- Cassette 8 — Memory/Flag Capture
- Cassette 9 — Intelligence I
- Cassette 10 — Winter Sports
- Cassette 11 — Hippodrome
- Cassette 12 — Hunting
- Cassette 13 — Chess
- Cassette 14 — Motocross
- Cassette 15 — Intelligence II
- Cassette 16 — Intelligence III
- Cassette 17 — Circus
- Cassette 18 — Boxing Match
- Cassette 19 — Outer Space Combat
- Cassette 20 — Melody/Simon

Кадр из игры Car Races

- Cassette 21 — Intelligence IV/Reversi
- Cassette 22 — Chess II
- Cassette 23 — Pinball
- Cassette 24 — Soccer
- Cassette 25 — Bowling/Ninepins
- Cassette 26 — Draughts
- Cassette 27 — Golf
- Cassette 28 — Cockpit
- Cassette 29 — Metropolis/Hangman
- Cassette 30 — Solitaire
- Cassette 31 — Casino
- Cassette 32 — Invaders
- Cassette 33 — Super Invaders
- Cassette 34 — Space Laser (не выпущена)
- Cassette 35 — Rodeo (не выпущена)
- Cassette 36 — Backgammon
- Cassette 37 — Monster Man
- Cassette 38 — Hyperspace
- Cassette 39 — Basketball (не выпущена)
- Cassette 40 — Super-Space